# BGL Luxembourg Open 2015
BGL Luxembourg Open 2015 — жіночий тенісний турнір, що проходив на закритих кортах з твердим покриттям, спонсором якого був BNP Paribas. Це був 20-й за ліком BGL Luxembourg Open. Належав до категорії International у рамках Туру WTA 2015. Відбувся в Люксембургу (Люксембург). Тривав з 19 до 25 жовтня 2015 року.

## Очки і призові

### Нарахування очок
| Дисципліна       | П   | Ф   | ПФ  | ЧФ | 1/8 | 1/16 | Q   | Q3  | Q2  | Q1  |
| Одиночний розряд | 280 | 180 | 110 | 60 | 30  | 1    | 18  | 14  | 10  | 1   |
| Парний розряд    | 280 | 180 | 110 | 60 | 1   | Н/Д  | Н/Д | Н/Д | Н/Д | Н/Д |

### Призові гроші
| Дисципліна       | П       | Ф       | ПФ     | ЧФ     | 1/8    | 1/161  | Q3   | Q2   | Q1   |
| Одиночний розряд | €34,677 | €17,258 | €9,113 | €4,758 | €2,669 | €1,552 | €810 | €589 | €427 |
| Парний розряд *  | €9,919  | €5,161  | €2,770 | €1,468 | €774   | Н/Д    | Н/Д  | Н/Д  | Н/Д  |

1 Кваліфаєри отримують і призові гроші 1/16 фіналу

* на пару

## Учасниці основної сітки в одиночному розряді

### Сіяні
| Країна    | Гравчиня         | Рейтинг1 | Сіяна |
| --------- | ---------------- | -------- | ----- |
| Швейцарія | Тімеа Бачинскі   | 10       | 1     |
| Сербія    | Ана Іванович     | 12       | 2     |
| Італія    | Сара Еррані      | 18       | 3     |
| Німеччина | Андреа Петкович  | 20       | 4     |
| Сербія    | Єлена Янкович    | 24       | 5     |
| США       | Слоун Стівенс    | 30       | 6     |
| Чехія     | Барбора Стрицова | 38       | 7     |
| Німеччина | Анніка Бек       | 41       | 8     |

- Рейтинг станом на 12 жовтня 2015

### Інші учасниці
Нижче наведено учасниць, які отримали вайлдкард на участь в основній сітці:
- Тесса Андріанджафітрімо
- Менді Мінелла
- Стефані Фегеле

Нижче наведено гравчинь, які пробились в основну сітку через стадію кваліфікації:
- Яна Чепелова
- Жюлі Куен
- Рішель Гогеркамп
- Анна Татішвілі

Такі тенісистки потрапили в основну сітку як Щасливі лузери:
- Осеан Доден
- Лаура Зігемунд

### Знялись з турніру
До початку турніру
- Юлія Гергес (травма шиї)→її замінила  Осеан Доден
- Даніела Гантухова →її замінила  Деніса Аллертова
- Луціє Градецька (зміна розкладу)→її замінила  Лаура Зігемунд
- Медісон Кіз →її замінила  Анна-Лена Фрідзам
- Сабіне Лісіцкі →її замінила  Андрея Міту
- Магдалена Рибарикова →її замінила  Уршуля Радванська
- Роберта Вінчі →її замінила  Місакі Дой

### Завершили кар'єру
- Уршуля Радванська (травма поперекового відділу хребта)
- Тімеа Бачинскі (травма лівого коліна)
- Алісон ван Ейтванк (вірусне захворювання)

## Учасниці основної сітки в парному розряді

### Сіяні
| Країна     | Гравчиня                | Країна      | Гравчиня              | Рейтинг1 | Сіяна |
| ---------- | ----------------------- | ----------- | --------------------- | -------- | ----- |
| Іспанія    | Анабель Медіна Гаррігес | Іспанія     | Аранча Парра Сантонха | 67       | 1     |
| Нідерланди | Кікі Бертенс            | Швеція      | Юганна Ларссон        | 80       | 2     |
| Німеччина  | Мона Бартель            | Німеччина   | Лаура Зігемунд        | 141      | 3     |
| Бельгія    | Їсалін Бонавентюре      | Ліхтенштейн | Штефані Фогт          | 165      | 4     |

- 1 Рейтинг подано станом на 12 жовтня 2015

### Інші учасниці
Нижче наведено пари, які отримали вайлдкард на участь в основній сітці:
- Клаудія Коппола /  Сільвія Солер Еспіноза

## Переможниці

### Одиночний розряд
- Місакі Дой —  Мона Бартель, 6–4, 6–7(7–9), 6–0

### Парний розряд
- Мона Бартель /  Лаура Зігемунд —  Анабель Медіна Гаррігес /  Аранча Парра Сантонха, 6–2, 7–6(7–2)